# Departamento de Baja Verapaz
Departamento de Baja Verapaz är ett departement i Guatemala. Det ligger i den centrala delen av landet, 50 km norr om huvudstaden Guatemala City. Antalet invånare är 270 521. Arean är 3,1 kvadratkilometer.
Terrängen i Departamento de Baja Verapaz är huvudsakligen kuperad, men den allra närmaste omgivningen är platt.
Departamento de Baja Verapaz delas in i:

1. Municipio de San Miguel Chicaj
2. Municipio de San Jerónimo
3. Municipio de Salamá
4. Municipio de Rabinal
5. Municipio de Purulhá
6. Municipio de Granados
7. Municipio de El Chol
8. Municipio de Cubulco

Följande samhällen finns i Departamento de Baja Verapaz:

- Salamá
- San Miguel Chicaj
- Rabinal
- Cubulco
- San Jerónimo
- Purulhá
- El Chol
- Granados